# Сельское поселение Васильевское (Сергиево-Посадский район)
Сельское поселение Васильевское — упразднённое муниципальное образование со статусом сельского поселения в Сергиево-Посадском районе Московской области России.

## Общие сведения
Административный центр — посёлок Мостовик.
Адрес администрации: 141354, Московская область, Сергиево-Посадский район, посёлок Мостовик, Лесной переулок, д. 2.

## История
Образовано в ходе муниципальной реформы, в соответствии с Законом Московской области от 28.02.2005 года № 60/2005-ОЗ «О статусе и границах Сериево-Посадского муниципального района и вновь образованных в его составе муниципальных образований».
Законом Московской области от 20 марта 2019 года Сергиево-Посадский муниципальный район был упразднён, а все входившие в его состав поселения  1 апреля 2019 года были объединены в единое муниципальное образование — Сергиево-Посадский городской округ.

## География
Расположено в юго-западной части района. На севере граничит с сельским поселением Шеметовское, на востоке — с городским поселением Сергиев Посад, на юге — с городским поселением Хотьково, на юго-западе — с сельским поселением Костинское, а на северо-западе — с сельским поселением Якотское Дмитровского района. Площадь территории сельского поселения — 18 666 га.

## Население
| 2006  | 2007  | 2008  | 2009  | 2010  | 2011  |
| ----- | ----- | ----- | ----- | ----- | ----- |
| 3951  | ↘3941 | ↗3962 | ↘3952 | ↘3679 | ↘3643 |
| 2012  | 2013  | 2014  | 2015  | 2016  | 2017  |
| →3643 | ↘3622 | ↘3594 | ↘3588 | ↘3576 | ↘3503 |
| 2018  | 2019  |       |       |       |       |
| ↘3455 | ↘3406 |       |       |       |       |

## Состав сельского поселения
В состав сельского поселения входят 26 населённых пунктов трёх упразднённых административно-территориальных единиц — Васильевского, Марьинского и Митинского сельских округов:
| №  | Населённый пункт | Тип населённого пункта          | Население |
| -- | ---------------- | ------------------------------- | --------- |
| 1  | Алферьево        | деревня                         | ↗21       |
| 2  | Башлаево         | деревня                         | →0        |
| 3  | Васильевское     | село                            | ↘1264     |
| 4  | Васьково         | деревня                         | ↘17       |
| 5  | Ворохобино       | деревня                         | ↗14       |
| 6  | Житниково        | деревня                         | ↗8        |
| 7  | Ивнягово         | деревня                         | ↗8        |
| 8  | Каменки          | деревня                         | ↘62       |
| 9  | Костромино       | деревня                         | ↘4        |
| 10 | Кузьминки        | деревня                         | ↗9        |
| 11 | Лазарево         | деревня                         | ↗78       |
| 12 | Левково          | деревня                         | ↗9        |
| 13 | Мостовик         | посёлок, административный центр | ↘1995     |
| 14 | Новинки          | деревня                         | ↗17       |
| 15 | Новожёлтиково    | деревня                         | ↗15       |
| 16 | Озерецкое        | село                            | ↘60       |
| 17 | Пальчино         | деревня                         | ↘18       |
| 18 | Прокшино         | деревня                         | →0        |
| 19 | Псарёво          | деревня                         | ↗12       |
| 20 | Пузино           | деревня                         | ↘10       |
| 21 | Соснино          | деревня                         | ↗7        |
| 22 | Старожёлтиково   | деревня                         | ↗10       |
| 23 | Тарбеево         | деревня                         | ↗14       |
| 24 | Устинки          | деревня                         | ↘2        |
| 25 | Царевское        | деревня                         | ↗14       |
| 26 | Ярыгино          | деревня                         | ↗11       |